# بوبي سينغ
بوبي سينغ (بالإنجليزية: Bobby Singh)‏ هو مصور هندي، ولد في 1974، وتوفي في 25 ديسمبر 2012 في غوا في الهند بسبب ربو.

## وصلات خارجية
- بوبي سينغ على موقع IMDb (الإنجليزية)
- بوبي سينغ على موقع قاعدة بيانات الفيلم (الإنجليزية)